# Compagnia Italiana di Navigazione
Compagnia Italiana di Navigazione (CIN) era una società di navigazione italiana, presieduta da Pietro Manunta e con AD Massimo Mura.

## Storia
La società era presieduta dall'AD Ettore Morace composta per il 40% da Moby Lines, per il 30% dal fondo d'investimento Clessidra, 20% dalla genovese Gruppo Investimenti Portuali (GIP) e dall'imprenditore napoletano Francesco Izzo, operante nel settore degli allestimenti navali.
Il 19 maggio 2011 "Compagnia Italiana di Navigazione", nuova società formata da Moby, Clessidra, Negri e Izzo, vince la seconda gara per la privatizzazione della Tirrenia. La nuova CIN si è aggiudicata gli asset di Tirrenia di Navigazione nel luglio 2012, a conclusione della seconda procedura di privatizzazione avviata dal governo Berlusconi IV. La privatizzazione è stata costruita sullo stesso schema di quella di Alitalia, prevedendo la creazione di una bad company.
L'effettivo passaggio di consegne è avvenuto il 19 luglio 2012. Uscirono di scena dopo la sentenza dell'Antitrust UE i colossi Grimaldi, Gianluigi Aponte (Gruppo MSC).
Il 7 luglio 2015, Vincenzo Onorato (proprietario già di Moby), acquista il 100% del capitale della Tirrenia CIN, liquidando gli altri soci e diventando così unico proprietario della storica società di navigazione.

## Controversie
L'Autorità garante della concorrenza e del mercato ha multato per 29 milioni di euro Moby Spa e Compagnia Italiana di Navigazione per abuso di posizione dominante nel marzo 2018. Secondo l'autorità, le due aziende avrebbero ostacolato l’operatività di alcune società di logistica, restringendo così gravemente la concorrenza e causando un pregiudizio ai consumatori dei beni oggetto di trasporto. Le aziende hanno annunciato che avrebbero presentato ricorso.